# Nella, die Ritterprinzessin
Nella, die Ritterprinzessin (Originaltitel: Nella the Princess Knight) ist eine US-amerikanische Zeichentrickserie. Die Erstausstrahlung auf Nickelodeon US erfolgte am 6. Februar 2017, im deutschsprachigen Raum startete die Serie im Pay-TV am 25. Juni 2017 auf Nick Jr., im Free-TV am 3. Oktober 2017 auf Nickelodeon. Die Serie richtet sich an Kinder im Vorschulalter.

## Handlung
Die Hauptfigur der Serie ist die junge Prinzessin Nella. Mit dem Spruch „Mein Herz ist rein, ich will jetzt Ritter sein!“ verwandelt sie sich in einen Ritter mit magischen Fähigkeiten. Gemeinsam mit ihrem sprechenden Einhorn Trinket, dem Ritter Garrett und dessen Pferd Clod erlebt sie verschiedene Abenteuer, kämpft gegen Vorurteile und setzt sich für Gerechtigkeit ein.

## Episoden
Das Animationsstudio Brown Bag Films kündigte 40 Episoden in der ersten Staffel sowie weitere 40 Folgen in einer zweiten Staffel an.

## Synchronisation
Die deutschsprachige Synchronisation der Serie übernahm das Studio Hamburg Synchron unter der Regie von Tammo Kaulbarsch, Marion von Stengel und Robin Brosch, das Dialogbuch schrieb Kristina Faust.
| Rolle   | Englischer Sprecher | Deutscher Sprecher   |
| Nella   | Akira Golz          | Lucia Mahler         |
| Trinket | Samantha Hahn       | Franciska Friede     |
| Garrett | Micah Gursoy        | N. N.                |
| Clod    | Matthew Gumley      | Daniel Schütter      |
| Ida     | Courtney Shaw       | Ulla Schiedewitz     |
| Norma   | Courtney Shaw       | Nadine Schreier      |
| Willow  | Maya Tanida         | Sarah Madeleine Tusk |

## Rezeption
Die US-amerikanische Organisation Common Sense Media, die Fernsehserien vor allem nach erzieherischen und kindgerechten Motiven beurteilt, vergibt an Nella, die Ritterprinzessin fünf von fünf Sternen. Die Serie ist „fantasievoll“ und „faszinierend“, und der Hauptcharakter Nella sei ein „exzellentes Vorbild für junge Mädchen“. Das deutsche Medienmagazin Flimmo lobt, dass die Serie „vom üblichen Prinzessinnenklischee“ abweicht und vor allem für Zuschauer zwischen drei und sechs Jahren pädagogisch wertvoll sei. Positiv hervorgehoben werden außerdem die „geradlinig erzählten“ Handlungsstränge, die „albern-kindlichen Späße“ und das Happy End einer jeden Episode.
In Deutschland erzielte Nella, die Ritterprinzessin im November 2017 in der Zielgruppe 3 bis 13 Jahre einen Marktanteil von 10,6 Prozent, bei den 3- bis 6-Jährigen erreichte die Serie 14,8 Prozent.